# Album di famiglia (Simone Cristicchi)
Album di famiglia è il quarto album in studio del cantautore italiano Simone Cristicchi, pubblicato il 14 febbraio 2013 dalla Sony Music.

## Descrizione
Il disco è stato messo in commercio durante la partecipazione dell'artista al Festival di Sanremo 2013 con due brani compresi nel lavoro, ovvero Mi manchi e La prima volta (che sono morto), quello scelto per la finale nella quale si è classificato 11º.

## Tracce
Testi e musiche di Simone Cristicchi, eccetto dove indicato.
1. Mi manchi – 3:36 (Simone Cristicchi, Felice Di Salvo, Roberto Pacco)
2. La prima volta (che sono morto) – 3:09 (Simone Cristicchi, Leo Pari)
3. Canzone piccola – 3:23
4. Laura – 3:25
5. Magazzino 18 – 4:06
6. Cigarettes (con Nino Frassica) – 3:28
7. Senza notte né giorno – 3:47
8. Scippato – 3:11
9. La cosa più bella del mondo – 3:40
10. I matti de Roma – 3:20
11. Le sol le mar – 3:17
12. Il sipario – 4:02
13. Testamento – 1:23 (testo: Mauro Marè)

## Classifiche
| Classifica (2013) | Posizione massima |
| ----------------- | ----------------- |
| Italia            | 23                |